# Trinidad Meza
Trinidad Meza Rodríguez (8 de noviembre de 2001) es una deportista mexicana que compite en natación sincronizada. Ganó una medalla de bronce en el Campeonato Mundial de Natación de 2024, en la prueba dúo libre mixto.

## Palmarés internacional
| Campeonato Mundial | Campeonato Mundial | Campeonato Mundial | Campeonato Mundial |
| Año                | Lugar              | Medalla            | Prueba             |
| ------------------ | ------------------ | ------------------ | ------------------ |
| 2024               | Doha (Catar)       | Medalla de bronce  | Dúo libre mixto    |